# Squadron of Evolution

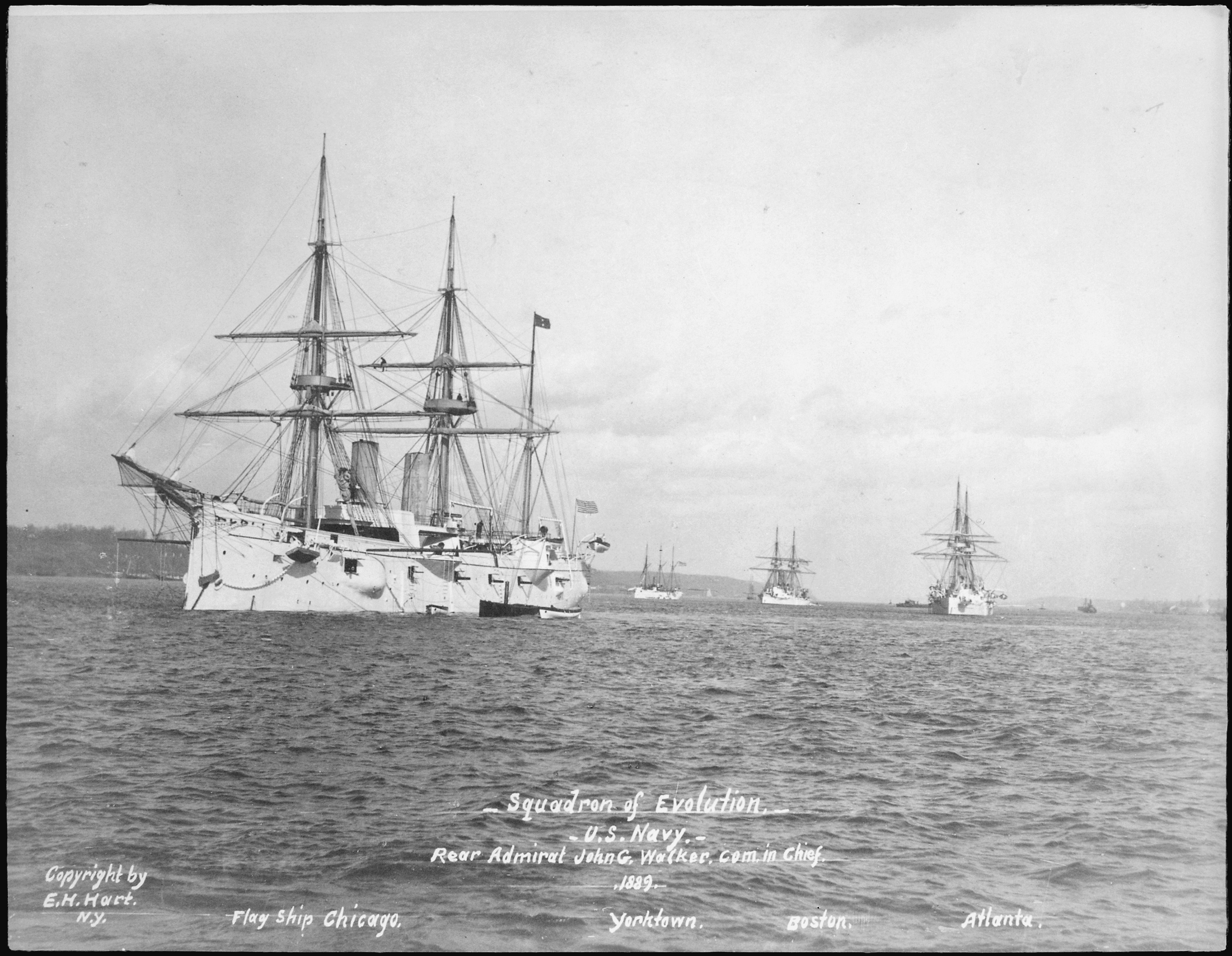
L'Escadre d'Évolution en 1889.

Le Squadron of Evolution (parfois appelé aussi White Squadron ou ABCD Ships) fut une unité navale de transition de l'United States Navy à la fin du XIXe siècle entre 1889 et 1890/91.

## Historique
Dans les années qui suivirent la fin de la Guerre de Sécession, la puissance navale américaine déclina rapidement passant de près de 700 navires à 52 dont la plupart étaient obsolètes. L'effort militaire des États-Unis durant les quinze années qui avaient précédé l'élection du président des États-Unis James Abram Garfield en 1881 puis après son assassinat la présidence de Chester Alan Arthur s'était concentré sur les Guerres indiennes dans l'Ouest américain plutôt que sur les hautes mers mais avec la pacification progressive de la région le Congrès commença à s'inquiéter de l'état déplorable de la marine,. Le Secrétaire à la Marine de Garfield, William H. Hunt, défendit une réforme de la marine et son successeur, William E. Chandler, nomma un comité chargé de préparer un rapport sur la modernisation. En accord avec les recommandations du rapport, le Congrès vota des fonds pour la construction de trois croiseurs protégés (Atlanta, Boston et Chicago) et d'une canonnière (Dolphin), nommés "ABCD Ships" ou "Squadron of Evolution",. Le Congrès approuva également la reconstruction de quatre monitors (Puritan, Amphitrite, Monadnock et Terror,) qui attendaient leur achèvement depuis 1877,. Les contrats pour la construction des navires ABCD furent accordés à l'offre la moins couteuse, John Roach & Sons (en) de Chester (Pennsylvanie), bien que Roach ait employé le Secrétaire Chandler en tant que lobbyiste,. Les démocrates s'opposèrent aux plans de la "New Navy" et lorsqu'ils reprirent le contrôle du Congrès en 1883, ils refusèrent de voter des fonds pour sept nouveaux navires,. Même sans ses navires additionnels, l'état de la marine s'améliora lorsque le dernier des nouveaux navires entra en service en 1889,.

## Composition

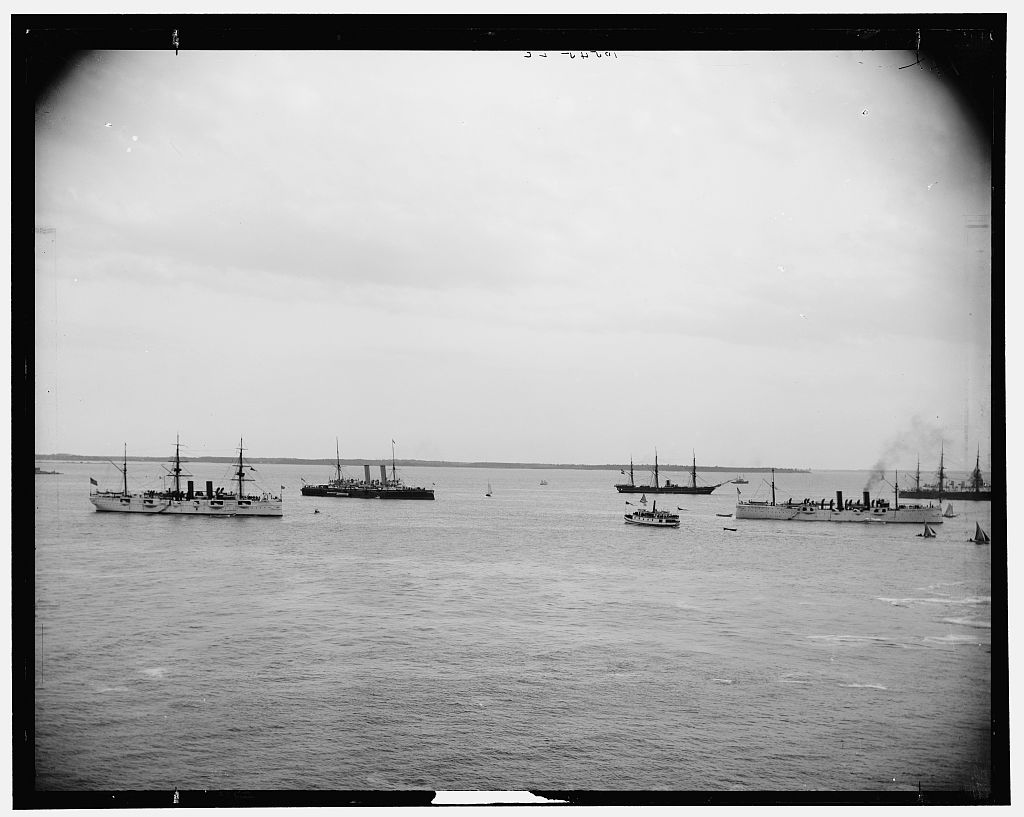
L'escadre à Hampton Roads.

Il était composé des trois premiers croiseurs protégés :
- USS Atlanta,
- USS Boston,
- USS Chicago.

et des canonnières :
- USS Yorktown,
- USS Dolphin.

Avec un gréement de deux-mâts barques et des machines à vapeur, le Squadron of Evolution influenca le début de la construction navale en acier aux États-Unis.